# Duthiastrum linifolium
Duthiastrum linifolium är en irisväxtart som först beskrevs av Edwin Percy Phillips, och fick sitt nu gällande namn av M.P.de Vos. Duthiastrum linifolium ingår i släktet Duthiastrum och familjen irisväxter. Inga underarter finns listade i Catalogue of Life.